# Huécija
Huécija község Spanyolországban, Almería tartományban. Lakosainak száma 537 fő (2024).

## Földrajza
Huécija Alhama de Almería, Alicún, Terque, Íllar és Bentarique községekkel határos.

## Népesség
A település lakosságának változását az alábbi diagram mutatja:
| Lakosok száma | 551  | 551  | 533  | 539  | 530  | 525  | 513  | 480  | 491  | 537  |
|               | 2001 | 2004 | 2006 | 2009 | 2011 | 2014 | 2016 | 2019 | 2021 | 2024 |